# Astropecten americanus
Astropecten americanus är en sjöstjärneart som beskrevs av Addison Emery Verrill 1880. Astropecten americanus ingår i släktet Astropecten och familjen kamsjöstjärnor. Inga underarter finns listade i Catalogue of Life.